# Stylish
 (décembre 2017).
Le contenu est difficilement compréhensible vu les erreurs de traduction, qui sont peut-être dues à l'utilisation d'un logiciel de traduction automatique.
Stylish est une extension de navigateur open-source qui peut appliquer une feuille de style à une page web, en plus des Feuilles de style en cascade fournie par le site lui-même, pour personnaliser l'apparence de la page. 
Les navigateurs web basés sur Mozilla (Firefox, Mozilla Thunderbird) et Chromium (Google Chrome, Flock, Opera 15+) sont pris en charge avec de multiples implémentations de l'extension. Les utilisateurs de Firefox pour Android peuvent également télécharger l'extension, mais la création et la modification des styles n'est pas pris en charge.[réf. nécessaire] Tout le monde peut télécharger et installer les feuilles de style d'un site web d'accompagnement, alors que seuls les membres peuvent télécharger et partager leurs styles personnalisés.

## Détails techniques
Les styles sont codés en CSS pour modifier l'apparence d'un, de plusieurs, ou de tous les sites. Stylish pour Firefox peut modifier le style du navigateur lui-même, mais la version Android ne prend pas en charge cela parce que l'interface utilisateur est intégré en natif Android code. Les styles sont appliqués uniquement à la cible spécifiée. Les styles peuvent être activés ou désactivés sans avoir à redémarrer le navigateur.
Les styles sont ajoutés aux règles CSS fournis par le site, mais peuvent également remplacer le style du site (nécessitant souvent le mot clé !important pour chaque règle de remplacement). Les utilisations les plus courantes sont des blocages de publicités, l'application d'un nouveau thème de couleur, et l'élimination de certains éléments indésirables de la page.
Il existe trois classes de styles utilisateurs :
- Site style pour modifier l'apparence d'un site web particulier ;
- Global styles pour modifier l'apparence de tous les sites web ;
- App styles pour modifier l'apparence de l'interface utilisateur de Firefox, pris en charge uniquement sur Firefox. Il est similaire au fichier CSSuserChrome.css  utilisé par Firefox et les navigateurs basés sur Mozilla[4].

## Comparaison avec Greasemonkey
Greasemonkey scripts sont essentiellement insérés dynamiquement en JavaScript qui peuvent changer l'apparence ou des fonctionnalités d'une page, alors que stylish utilise le CSS, qui ne peut modifier l'apparence.
Userstyles.org détient les styles soumis par l'utilisateur, dont la plupart peuvent être convertis à des scripts Greasemonkey. Ceux-ci ont également la possibilité d'être ajouté à Greasemonkey.
Une autre extension, nommée Tampermonkey, réalise la même chose que Greasemonkey
.

## Controverse
En juillet 2018, Mozilla et Google désactivent à distance l'extension de leur navigateur et la retire de leur plateforme de téléchargement respective, Firefox Add-ons et Chrome Web Store. SimilarWeb Ltd, l'entreprise ayant racheté Stylish en janvier 2017, collectait des données personnelles via l'extension pour les revendre. Il existe un fork alternatif sans traceurs basé sur une ancienne version de Stylish, sous le nom de Stylus.